# Deșteaptă-te, române
Deșteaptă-te, române! (svenska: Vakna, rumän!) är Rumäniens nationalsång sedan 1989.